# Protestos na Turquia em 2013
Os Protestos na Turquia em 2013 começaram como um protesto ambiental pacífico contra a demolição do Parque Taksim Gezi que, posteriormente, se transformou em protestos contra o Governo por toda a Turquia após a resposta policial que pôs termo à ocupação do referido parque por parte de ambientalistas.
O início dos protestos ocorreu a 28 de maio de 2013, encabeçados por 50 ambientalistas que se manifestavam contra o derrube de 600 árvores do Parque Taskim Gezi, em Istambul, para a reconstrução do histórico Quartel Militar Taksim (demolido em 1940), com a possibilidade de abrigar também um centro comercial. Os protestos converteram-se em distúrbios quando um grupo de manifestantes que ocupava o parque foi atacado pela polícia. Desde então, o tema dos protestos ampliou-se para além da demolição do parque, tornando-se em manifestações antigovernamentais mais amplas com cerca de 2,5 milhões de pessoas. Os protestos espalharam-se, rapidamente, para outras cidades turcas, com também manifestações noutros países com significativas comunidades turcas.

## Impacto

### Político

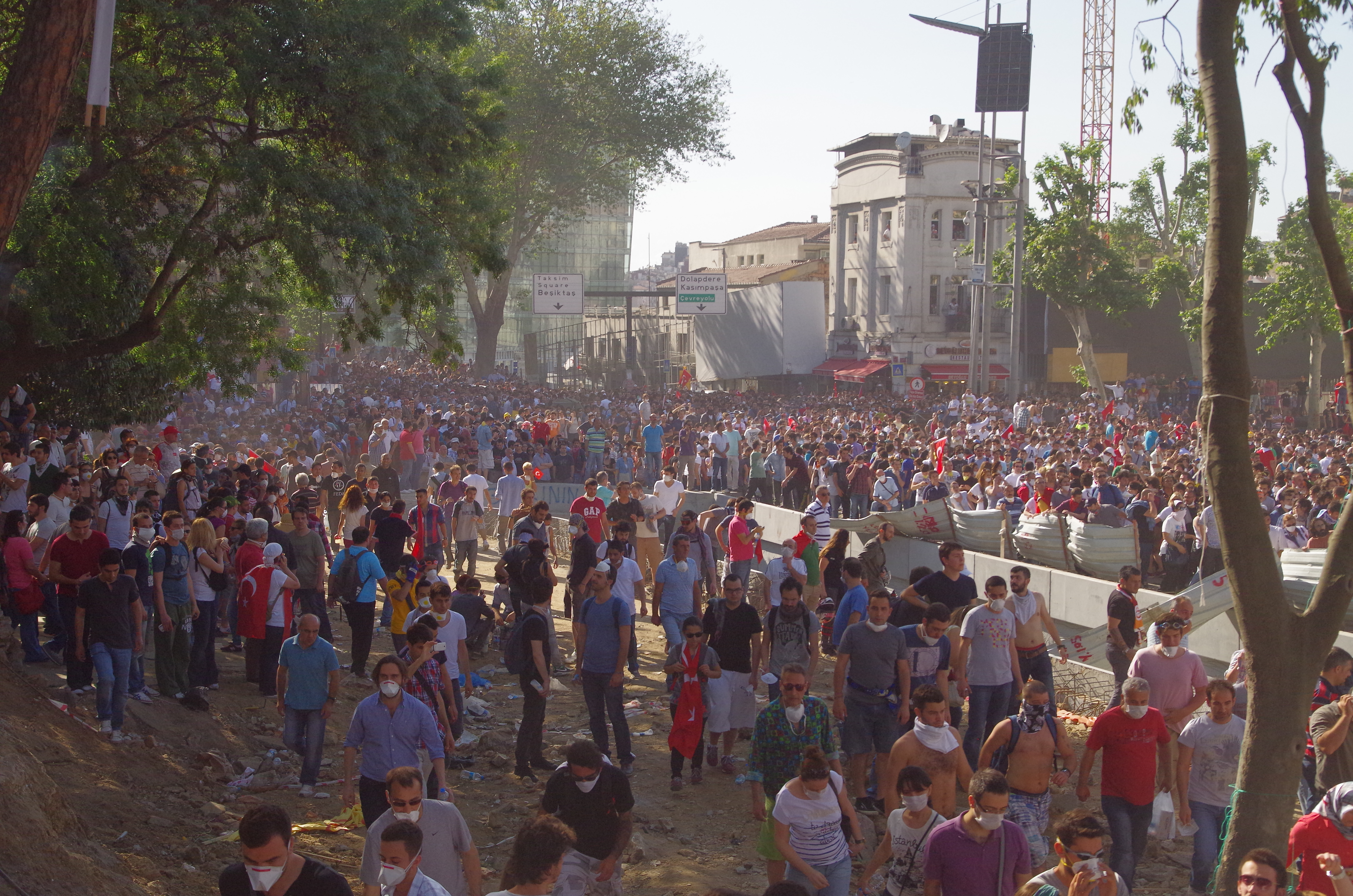
Manifestantes no Parque Gezi.

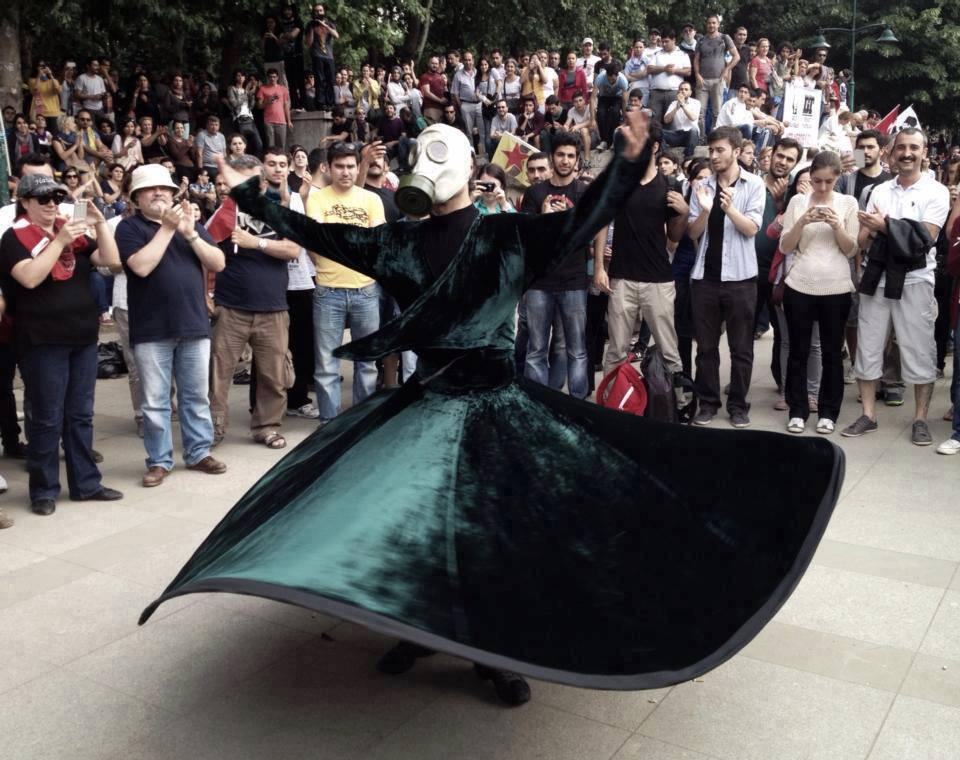
Manifestante sufista rodopiando, com uma máscara de gás num dos protesto na Turquia (2 de junho de 2013).

De acordo com Koray Çalişkan, um analista político em Istambul, daUniversidade de Boğaziçi, os protestos são "um ponto de viragem para o AKP. Erdogan é um político muito confiante e muito autoritário, e já não ouve ninguém. Mas ele precisa de compreender que a Turquia não é uma monarquia e que não pode governar Istambul a partir de Ancara sozinho.” 
Faruk Birtek professor de sociologia da Universidade de Boğaziçi criticou as ações da polícia turca contra os manifestantes e comparou-as às da SS da Alemanha nazista

### Turismo

A Província de Antália acolhe cerca de 1/3 dos turistas estrangeiros na Turquia.

Em 2011, a Turquia atraiu mais de 31,5 milhões de turistas estrangeiros, classificando como o sexto destino turístico mais popular do mundo. O turismo tem sido descrito como "uma das fontes mais importantes de renda para a Turquia", levantando preocupações de que a "agitação teria um efeito terrível em Istambul [...] e a economia do turismo."
As manifestações, porém, não parecem ter um impacto imediato no turismo na Turquia. Em 3 de junho, por exemplo, as agências de viagens holandesas informaram que não receberam pedidos de cancelamento de clientes, e disse que não vê nenhum perigo em viajar para a Turquia.
Muitos cineastas renomados e vencedores de prêmios mundiais estavam em Istambul para o Festival de Documentários 2013, que havia sido adiado indefinidamente devido à reação violenta das autoridades turcas aos protestos pacíficos. Os dois primeiros dias do festival, 01 e 02 de junho, não ocorreram devido à agitação social e um dos principais locais, Akbank Sanat, foi incapaz de mostrar filmes por um longo período de tempo, devido à sua proximidade com os protestos. Petra Costa, a diretora brasileira do documentário Elena, e o diretor de fotografia egípcio Muhammed Hamdy começaram a filmar os protestos.